# American Love Story
American Love Story é uma futura série de televisão estadunidense de drama antológica, do FX. A série está prevista para estrear em 2026.

## Elenco e personagens
- Paul Kelly como John F. Kennedy Jr.
- Sarah Pidgeon como Carolyn Bessette
- Naomi Watts como Jackie Kennedy
- Grace Gummer como Caroline Kennedy
- Erich Bergen como Anthony Radziwill
- Dree Hemingway como Daryl Hannah
- Sydney Lemmon como Lauren Bessette
- Omari K. Chancellor como Gordon Henderson
- Noah Fearnley como Michael Bergin
- Alessandro Nivola como Calvin Klein
- Leila George como Kelly Klein

## Produção

### Desenvolvimento
Em 13 de agosto de 2021, FX anunciou que estava desenvolvendo mais um spin-off da franquia American Story sobre relacionamentos famosos chamado American Love Story. A primeira temporada abordará a história de John F. Kennedy Jr. e Carolyn Bessette. Em 13 de junho de 2025, FX anunciou que a série estreará em fevereiro de 2026.

### Escolha de elenco
Em 21 de março de 2025, Sarah Pidgeon juntou-se ao elenco da série e interpretará a diretora de publicidade Carolyn Bessette. Em 24 de abril de 2025, Naomi Watts e Grace Gummer juntaram-se ao elenco da série. Naomi interpretará Jackie Kennedy, mãe de JFK Jr., e Grace interpretará 
Caroline Kennedy, irmã de JFK Jr. Em 13 de maio de 2025, Paul Kelly juntou-se ao elenco da série e interpretará o advogado, jornalista e editor John F. Kennedy Jr. Em 6 de junho de 2025, Sydney Lemmon e Alessandro Nivola juntaram-se ao elenco da série. Sydney interpretará Lauren Bessette, irmã de Carolyn, e Alessandro interpretará o estilista Calvin Klein. Em 13 de junho de 2025, Noah Fearnley e Leila George juntaram-se ao elenco da série. Noah interpretará Michael Bergin, ex-namorado de Carolyn, e Leila interpretará Kelly Klein, esposa de Calvin Klein. Em 8 de julho de 2025, Dree Hemingway juntou-se ao elenco da série e interpretará Daryl Hannah, ex-namorada de JFK Jr. Em 14 de julho de 2025, Omari K. Chancellor juntou-se ao elenco da série e interpretará o designer de moda Gordon Henderson. Em 23 de julho de 2025, Erich Bergen juntou-se ao elenco da série e interpretará Anthony Radziwill, primo de JFK Jr.

### Filmagens
As filmagens começaram em junho de 2025.